# Philautus vermiculatus
Philautus vermiculatus es una especie de ranas que habita en Malasia y Tailandia.
Esta especie se encuentra amenazada de extinción debido a la destrucción de su hábitat natural.